# Myroslav Marusyn
Myroslav (Stefan) Marusyn (in ucraino Мирослав (Стефан) Марусин?; Knjaže, 26 giugno 1924 – Roma, 21 settembre 2009) è stato un arcivescovo cattolico ucraino della Chiesa greco-cattolica ucraina.

## Biografia
Myroslav (al secolo Stefan) Marusyn nacque a Knjaže, un piccolo villaggio nei pressi di Zoločiv, il 26 giugno 1924 da Andrej e Maria.

### Formazione e ministero sacerdotale
Durante la seconda guerra mondiale studiò nel seminario di Paderborn e lì, il 2 maggio 1948, fu ordinato sacerdote. Tra il 1949 al 1951 completò gli studi di dottorato presso il Pontificio istituto orientale di Roma.
Fu segretario personale di mons. Ivan Bučko, visitatore apostolico per i fedeli della Chiesa greco-cattolica ucraina in Europa occidentale, e lo accompagnò in tutte le visite alle comunità ucraine nel mondo.

### Ministero episcopale
Il 27 giugno 1974 papa Paolo VI lo nominò vescovo titolare di Cadi e visitatore apostolico per i fedeli della Chiesa greco-cattolica ucraina in Europa occidentale. Ricevette l'ordinazione episcopale il 28 luglio successivo nella cappella del Pontificio collegio ucraino a Roma dall'arcivescovo Ivan Bučko, co-consacranti i vescovi Platon Kornyljak, Volodymyr Malanczuk, Augustine Hornyak, Joakim Segedi e Vasile Cristea.
Nel 1977 venne nominato vicepresidente della Pontificia commissione per la redazione del Codice di Diritto Canonico Orientale.
Il 14 settembre 1982 papa Giovanni Paolo II lo elevò alla dignità arcivescovile e lo nominò segretario della Congregazione per le Chiese Orientali. Egli fu il primo membro della Chiesa ucraina a detenere una carica nella Curia romana. Nel 1999 partecipò alla riunione annuale della Pontificia Fondazione Centesimus Annus Pro Pontifice. Scrisse numerosi libri e articoli scientifici di contenuto teologico, storico, liturgico e biblico. Per lungo tempo collaborò con Radio Vaticana. Venne onorato anche dalla Pontificia accademia mariana internazionale, dall'Ordine equestre del Santo Sepolcro di Gerusalemme, dalla Società Scientifica Shevchenko e da altre istituzioni. L'Università di Vienna e la Libera Università Ucraina gli conferirono una laurea honoris causa.
L'11 aprile 2001 papa Giovanni Paolo II accettò la sua rinuncia all'incarico per raggiunti limiti d'età.
Morì a Roma il 21 settembre 2009. La divina liturgia di esequie si tenne il 24 settembre alle ore 10 nella basilica di Santa Sofia a Roma. È sepolto nella cappella della Congregazione per le Chiese Orientali del cimitero Flaminio.

## Genealogia episcopale e successione apostolica
La genealogia episcopale è:
- Patriarca Geremia II Tranos
- Arcivescovo Michal Rahoza
- Arcivescovo Hipacy Pociej
- Arcivescovo Iosif Rucki
- Arcivescovo Antin Selava
- Arcivescovo Havryil Kolenda
- Arcivescovo Kyprian Žochovs'kyj
- Arcivescovo Lev Zaleski
- Arcivescovo Jurij Vynnyc'kyj
- Arcivescovo Luka Lev Kiszka
- Vescovo György Bizánczy
- Vescovo Inocențiu Micu-Klein, O.S.B.M.
- Vescovo Mihály Emánuel Olsavszky, O.S.B.M.
- Vescovo Vasilije Božičković, O.S.B.M.
- Vescovo Grigore Maior, O.S.B.M.
- Vescovo Ioan Bob
- Vescovo Samuel Vulcan
- Vescovo Ioan Lemeni
- Arcivescovo Spyrydon Lytvynovyč
- Arcivescovo Josyf Sembratowicz
- Cardinale Sylwester Sembratowicz
- Arcivescovo Julian Kuiłovskyi
- Arcivescovo Andrej Szeptycki, O.S.B.M.
- Arcivescovo Ivan Bučko
- Arcivescovo Myroslav Marusyn

La successione apostolica è:
- Vescovo Slavomir Miklovš (1983)
- Vescovo Sotìr Ferrara (1989)
- Vescovo Ivan Ljavinec (1996)
- Vescovo Sofron Stefan Wasyl Mudry, O.S.B.M. (1996)
- Vescovo Teodor Majkowicz (1996)
- Vescovo Kiro Stojanov (1999)